# Omar Er Rafik
Omar Er Rafik, född 7 januari 1986 i Val-de-Meuse, Frankrike, är en fransk fotbollsspelare av marockanskt ursprung som spelar för The Belval Belvaux.
Omar Er Rafik var säsongen 2010/2011 skyttekung för CS Oberkorn i Luxemburgs näst högsta liga med 24 mål. 2011/2012 blev han ligans skyttekung med 23 mål på 26 matcher under sin första säsong med FC Differdange 03 i Luxemburgs Nationaldivisioun, landets högsta liga. Under säsongen 2012/2013 gjorde han 13 mål på 26 matcher samt fem mål i Uefa Europa League under de fyra första matcherna i kvalomgångarna under sommaren 2013 mot KF Laçi och FC Utrecht. 
Omar Er Rafik har en magisterexamen i idrottsvetenskap från Université de Lorraine.